# 南區役所前停留場
南區役所前停留場（日语：／ Minami-kuyakusho-mae teiryūjō */?），又稱南區役所前電車站和南區公所前電車站，是位於廣島縣廣島市南區比治山本町和皆實町一丁目，廣島電鐵皆實線的電車站。車站編號為H04。在松川町停留場未投入使用前，本站是皆實線內最新的電車站。

## 電車站構造
車站位於平野橋東的十字路口，是三條主要行車路的交界：國道2號、國道487號及廣島縣道37號。採用千鳥式月台設計，然而相比一般千鳥式月台是在通過路口前設站，本站卻是採用通過十字路口後才設站。

## 月台配置
設有2面2線的側式月台，長度皆為約28米，所有掛接車及2代1000形電車低地台車均可停靠，其餘的低地台車則須運用最後部份車門不開放的方式來進行上、落客。出入口都是位於月台的後方，並各自連接至旁邊的行人路。其中，上行月台設於廣島縣道37號上，而下行月台則設在國道487號上。
本站兩個月台均設有近乎全覆蓋的上蓋、外側裝上了茶色半透明膠板及欄竿。中央則裝有點字式顯示班次的屏幕。各月台並沒有配有編號，只以站牌外側資訊指示行車方向。
本站只有5系統會駛入此站。
| 月台                            | 路線  | 上下行 | 方向                   |
| ------------------------------- | ----- | ------ | ---------------------- |
| (靠向京橋川／廣島縣道37號方)    | 5號線 | 上行   | 廣島站方向             |
| (靠向警備開發大廈／國道487號方) | 5號線 | 下行   | 宇品二丁目、廣島港方向 |

## 歷史
- 1982年3月1日：開業[3]。

## 使用狀況
根據廣島電鐵上繳國土交通省有關「實施移動等圓滑化相關事宜」（移動等円滑化に関する取り組み）報告中，本站的使用人數如下：
| 乘降人員推算 | 乘降人員推算     | 乘降人員推算   |
| 年度         | 1日平均 乘降人次 | 出處           |
| ------------ | ---------------- | -------------- |
| 2021         | 1,492            | [ 廣電統計 1 ] |
| 2022         | 1,666            | [ 廣電統計 2 ] |
| 2023         | 1,704            | [ 廣電統計 3 ] |
| 2024         | 1,698            | [ 廣電統計 4 ] |

## 電車站周邊
電車站位於平野橋東路口，該路口是國道2號和國道487號交界。尤如其名，電車站鄰近南區公所，也鄰近廣島市立南區圖書館、廣島縣廣島產業會館和廣島產業文化中心等公共設施。電車站西邊設有京橋川。
- 廣島FM放送（日语：広島エフエム放送）
- 廣島縣立綜合技術研究所 保健環境中心
- 廣島縣健康福祉中心
- 廣島南年金事務所

## 相鄰電車站
廣島電鐵
■皆實線
比治山橋（H03）－南區役所前（H04）－皆實町二丁目（H05）

### 統計資料
1. ↑  2021年度 移動等円滑化取組報告書（軌道停留場），第3頁。
2. ↑  2022年度 移動等円滑化取組報告書（軌道停留場） （页面存档备份，存于），第3頁。
3. ↑  2023年度 移動等円滑化取組報告書（軌道停留場），第3頁。
4. ↑  2024年度 移動等円滑化取組報告書（軌道停留場），第3頁。

## 外部連結
- 廣島電鐵南區役所前站（页面存档备份，存于）（日語）